# Liste des National Historic Landmarks du Dakota du Sud
Les National Historic Landmarks du Dakota du Sud sont les sites historiques d'intérêt national (National Historic Landmarks ou 'NHL) de l'État du Dakota du Sud aux États-Unis.

## NHL actuels
|    | Nom                                                                       | Image                                                                                          | Date             | Localité,                                  | Comté                                                    | Description |
| -- | ------------------------------------------------------------------------- | ---------------------------------------------------------------------------------------------- | ---------------- | ------------------------------------------ | -------------------------------------------------------- | --- |
| 1  | Arzberger Site                                                            |                                                                                                | 19 juillet 1964  | Pierre                                     | Comté de Hughes (Dakota du Sud)                          | Site archéologique d'un village fortifié. |
| 2  | Battle Mountain Sanitarium, National Home for Disabled Volunteer Soldiers |                                                                                                | 17 juin 2011     | Hot Springs                                | Fall River                                               | |
| 3  | Bear Butte                                                                | Photograph of the rocky summit of Bear Butte and the view over the Dakota plains.              | 21 décembre 1981 | Sturgis                                    | Comté de Meade                                           | |
| 4  | Blood Run Site                                                            |                                                                                                | 29 août 1970     | Shindler (Dakota du Sud) et Granite (Iowa) | Comté de Lincoln (Dakota du Sud) et Comté de Lyon (Iowa) | Un site archéologique partagé avec l'Iowa |
| 5  | Bloom Site                                                                |                                                                                                | 19 juillet 1964  | Bloom                                      | Hanson                                                   | Site archéologique fortifié présentant les ruines de 25 maisons rectangulaire datant de 1000 ans av. J.-C., ainsi que des tertres amérindiens antiques détruits subséquemment par l'exploitation agricole. |
| 6  | Crow Creek Site                                                           |                                                                                                | 19 juillet 1964  | Chamber- lain                              | Buffalo                                                  | |
| 7  | Deadwood                                                                  | High-elevation overview photograph of Deadwood from nearby Mount Moriah.                       | 7 avril 1961     | Deadwood                                   | Lawrence                                                 | |
| 8  | Fort Pierre Chouteau Site                                                 | Lithograph giving an overview of a river valley and Fort Pierre Chouteau, surrounded by tipis. | 17 juillet 1991  | Fort Pierre                                | Stanley                                                  | |
| 9  | Fort Thompson Mounds                                                      |                                                                                                | 19 juillet 1964  | Fort Thompson                              | Buffalo                                                  | |
| 10 | Frawley Ranch                                                             |                                                                                                | 5 mai 1977       | Spearfish                                  | Lawrence                                                 | |
| 11 | Langdeau Site                                                             |                                                                                                | 19 juillet 1964  | Lower Brule                                | Lyman                                                    | « http://tps.cr.nps.gov/nhl/detail.cfm?ResourceId=539&ResourceType=Site »(Archive.org • Wikiwix • Archive.is • Google • Que faire ?)                                                                       |
| 12 | Mitchell Site                                                             |                                                                                                | 19 juillet 1964  | Mitchell                                   | Davison                                                  | |
| 13 | Molstad Village                                                           |                                                                                                | 19 juillet 1964  | Mobridge                                   | Dewey                                                    | Village préhistorique fortifié. |
| 14 | Vanderbilt Archeo- logical Site                                           |                                                                                                | 18 février 1997  | Pollock                                    | Campbell                                                 | |
| 15 | Site de La Vérendrye                                                      |                                                                                                | 17 juillet 1991  | Fort Pierre                                | Stanley                                                  | |
| 16 | Wounded Knee                                                              | Photograph of a hill on the Wounded Knee battlefield.                                          | 21 décembre 1965 | Pine Ridge Indian Reservation              | Shannon                                                  | |